# PSYCHOTIC CUBE
『PSYCHOTIC CUBE』（サイカティック・キューブ）は、VIZIONのデビュー・アルバム。1983年6月21日に発売された。販売はキャニオンレコード。カセットも同時発売され、販売はポニーが行った。

## 概要
のちにソロデビューし、音楽プロデューサーとしても活躍する崎谷健次郎が大学在学中に組んでいたバンドグループ、VIZION（ヴィジョン）唯一のレコーディング・アルバム。後にベーシストとして小田和正をサポートする有賀啓雄、武部聡志の片腕として数多くのヒットを手がけるシンセサイザー奏者でプログラマーの大竹徹夫、近年は映画音楽作家として活躍する松本晃彦、茂野雅道らが奏でる完成度の高いポップス作品である。
発売当時のキャッチフレーズは、「イイユメイチマイメ。」。「60年代、ロックの歴史が始まった時　彼らは生まれた。ヴィジョン－彼らは今、自分達のやり方でイイユメを手に入れた。既成の形にはまらないオリジナリティー溢れるとびっきりポップでダンサブルなサウンド、同じ時代を呼吸するあなたのハートに素直に飛び込んでくる。」。
5000部が出荷された。

## スタッフ
- 総合プロデュース：山岸達治郎
- プロデュース：崎谷健次郎
- ミックス：瀬山淳一、増田浩一、宮沢正裕
- エンジニア：中村朋博
- フォトグラフィ：田中豊
- スタイリスト：市江奈利子
- アート・ディレクション：中村隆郎、水戸部博
- コーオペレーション：茂野雅道、ZOO、JOEのびた
- マネージメント：土田才樹（VIZION OFFICE）

## 収録曲
1. OBSCURE DANCE PARTY
作詞 / 作曲：崎谷健次郎 / 編曲：VIZION
2. SOMEBODY'S GETTING TO YOU
作詞：有己林子 / 作曲：崎谷健次郎 / 編曲：VIZION
3. DANCING GENERATION
作詞：有己林子 / 作曲：崎谷健次郎 / 編曲：VIZION
4. 午后の告白
作詞：有己林子 / 作曲：崎谷健次郎 / 編曲：VIZION
5. 君だけを
作詞：有己林子 / 作曲：崎谷健次郎 / 編曲：VIZION
6. 未来の扉
作詞：有己林子 / 作曲：崎谷健次郎 / 編曲：VIZION
7. さよなら MY LOVE
作詞：有己林子 / 作曲：崎谷健次郎 / 編曲：VIZION
8. ストレス
作詞：有己林子 / 作曲：崎谷健次郎 / 編曲：VIZION
9. FOR YOUR MASTER KEY
作詞：有己林子 / 作曲：崎谷健次郎 / 編曲：VIZION
10. パンドラの箱
作詞：有己林子 / 作曲：崎谷健次郎 / 編曲：VIZION